# داميان بوش
داميان بوش (19 مايو 1968 في المملكة المتحدة - ) (بالإنجليزية: Damien Bush)‏ هو لاعب كريكت بريطاني.

## وصلات خارجية
- داميان بوش على موقع إي آس بي آن كريك إنفو (الإنجليزية)